# Sycorax feuerborni
Sycorax feuerborni är en tvåvingeart som beskrevs av Jung 1954. Sycorax feuerborni ingår i släktet Sycorax och familjen fjärilsmyggor. Inga underarter finns listade i Catalogue of Life.